# 小五台山风毛菊
小五台山风毛菊（学名：Saussurea sylvatica var. hsiaowutaishanensis）为菊科风毛菊属下的一个变种。

## 扩展阅读
- 維基物種上的相關：小五台山风毛菊